# فيتالي لكس
فيتالي لكس (بالقيرغيزية: Виталий Люкс)‏ هو مدرب كرة قدم ولاعب كرة قدم قيرغيزستاني في مركز الهجوم، ولد في 27 فبراير 1989 في قره بالتا في قيرغيزستان. شارك مع منتخب قيرغيزستان لكرة القدم. أما مع النوادي، فقد لعب مع كارل زايس يينا ونادي أونترهاخينغ ونادي نورنبرغ.

## وصلات خارجية
- فيتالي لكس على موقع الاتحاد الدولي (مؤرشف)  (الإنجليزية)
- فيتالي لكس على موقع قاعدة بيانات كرة القدم.إي يو (الإنجليزية)
- فيتالي لكس على موقع بيانات كرة القدم. دي إي (الألمانية)
- فيتالي لكس على موقع ناشيونال فوتبول تيمز (الإنجليزية)
- فيتالي لكس على موقع Soccerbase.com (لاعب) (الإنجليزية)
- فيتالي لكس على موقع Soccerway.com (الإنجليزية)
- فيتالي لكس على موقع عالم كرة القدم.نت (الإنجليزية)